# كينيث ووكر (لاعب كريكت)
كينيث ووكر (28 أكتوبر 1970 في جنوب أفريقيا - ) (بالإنجليزية: Kenneth Walker)‏ هو لاعب كريكت بريطاني.

## وصلات خارجية
- كينيث ووكر على موقع إي آس بي آن كريك إنفو (الإنجليزية)